# 克拉格福德 (阿拉巴馬州)
克拉格福德（英語：Cragford）是一個位於美國阿拉巴馬州克萊縣的非建制地區。該地的面積和人口皆未知。

## 地理
克拉格福德的座標為33°15′03″N 85°40′21″W / 33.25083°N 85.6725°W，而該地最高點為海拔高度260米（即860英尺）。